# Lorna zu Solms
Lorna zu Solms (* 2001) ist eine deutsche Schauspielerin.

## Leben
2018 spielte sie in einem Musical die Rolle der Meerjungfrau Arielle. Ihre erste TV-Rolle hatte sie 2019 in der Serie Väter allein zu Haus. Im selben Jahr spielte sie im Fernsehfilm Im Schatten das Licht eine der Hauptrollen. Seither war sie überwiegend als Nebendarstellerin in mehreren TV-Produktionen und dem Kinofilm Hilfe, ich hab meine Freunde geschrumpft zu sehen.
Lorna zu Solms ist Reiterin, spielt Tennis und fährt Skates und Schlittschuh. Außerdem ist sie Violinistin.

## Filmografie (Auswahl)
- 2019: Väter allein zu Haus (Fernsehserie, drei Episoden)
- 2019: Der Lehrer (Fernsehserie, eine Episode)
- 2019: Zeit der Geheimnisse (Fernsehserie, drei Episoden)
- 2019: Sankt Maik (Fernsehserie, eine Episode)
- 2020: Im Schatten das Licht (Fernsehfilm)
- 2020: Die Bergretter (Fernsehserie, eine Episode)
- 2020: Verunsichert – Alles Gute für die Zukunft (Fernsehfilm)
- 2021: Hilfe, ich hab meine Freunde geschrumpft (Film)
- 2021: In aller Freundschaft (Fernsehserie, eine Episode)
- 2021: Waldgericht - Ein Schwarzwaldkrimi (Fernsehfilm, zweiteilig)
- 2021, 2022: SOKO Köln (Fernsehserie, zwei Episoden)
- 2021: KI – Die letzte Erfindung (Fernsehfilm)
- 2022: Der Bergdoktor – Was bleibt
- 2024: Rosamunde Pilcher – Verliebt in einen Butler
- 2024: SOKO Wismar – Verschwunden
- 2025: SOKO Stuttgart – Im Schatten der Macht (Fernsehserie, eine Episode)